# 조커의 후보 및 수상 목록 (2019년 영화)
《조커》(영어: Joker)는 토드 필립스가 감독 및 제작하고 스콧 실버와 공동 집필한 2019년 미국 심리 스릴러 영화이다. DC 코믹스 캐릭터를 모티브로 하는 이 영화는 호아킨 피닉스를 주연으로, 조커 캐릭터의 기원을 다룬다. 1981년을 배경으로 한 《조커》는 실패한 광대이자 스탠드업 코미디언인 아서 플렉이 광기와 허무주의에 빠져, 쇠락한 고담시에서 부유층에 대항하는 폭력 혁명을 불러일으킨다는 이야기를 전개한다. 로버트 드 니로, 자시 비츠, 프랜시스 콘로이, 브렛 컬런, 글렌 플레쉬러, 빌 캠프, 쉐어 위햄 및 마크 마론이 조연으로 출연했다.
《조커》는 2019년 8월 31일 제76회 베니스 국제 영화제에서 처음으로 전세계 상영되어 황금사자상을 수상했으며, 2019년 10월 4일 미국에서 개봉되었다. 피닉스의 연기, 연출, 편집, 악보, 촬영 등은 찬사를 받았으나, 어두운 분위기, 정신 질환 묘사, 폭력성에 대해서는 의견이 갈렸다. 《조커》는 흥행에 성공했고 10월 개봉작으로서 기록을 세웠다. 《조커》는 R 등급 영화 최초로 10억 달러 이상의 수억을 거뒀으며, 2019년 극장 상영 중 6번째로 높은 수익을 올린 영화가 되었다. 또한 《조커》는 많은 상을 받았다. 제73회 영국 아카데미 필름 어워드에서 이 영화는 최우수 영화상을 포함한 11개 부문 후보 중 남우주연상 (피닉스), 최우수 캐스팅상 및 최우수 음악상을 수상했다. 제92회 아카데미상 시상식에서 《조커》는 작품상, 감독상, 각색상 등 11개 부문 후보에 올랐으며, 남우주연상(호아킨 피닉스)과 음악상(힐뒤르 그뷔드나도티르)을 수상했다. 또한 제25회 크리틱스 초이스 어워드에서 7개 부문에 후보로 올라 최고의 배우상 (피닉스)과 최고의 음악상을 받았고, 미국 영화 연구소 (American Film Institute)가 선정하는 2019년 최고의 영화 탑 텐(10) 중 하나로 뽑혔다.

## 후보 및 수상
| 상                                                                       | 수상일           | 부문                                         | 수상자 (수상작) | 결과       | 출처                        |
| ------------------------------------------------------------------------ | ---------------- | -------------------------------------------- | --- | ---------- | --------------------------- |
| AACTA 어워드                                                             | 2020년 1월 3일   | 국제영화상                                   | 조커 | 후보       | [ 1 ] [ 2 ]                 |
| AACTA 어워드                                                             | 2020년 1월 3일   | 국제감독상                                   | 토드 필립스 | 후보       | [ 1 ] [ 2 ]                 |
| AACTA 어워드                                                             | 2020년 1월 3일   | 국제각본상                                   | 토드 필립스, 스콧 실버 | 후보       | [ 1 ] [ 2 ]                 |
| AACTA 어워드                                                             | 2020년 1월 3일   | 국제남우주연상                               | 호아킨 피닉스 | 후보       | [ 1 ] [ 2 ]                 |
| AARP 영화상                                                              | 2020년 1월 11일  | 독자 선정                                    | 조커 | 후보       | [ 3 ] [ 4 ]                 |
| 아카데미상                                                               | 2020년 2월 9일   | 작품상                                       | 브래들리 쿠퍼, 토드 필립스, 에마 틸린저 코스코프 | 후보       | [ 5 ] [ 6 ]                 |
| 아카데미상                                                               | 2020년 2월 9일   | 감독상                                       | 토드 필립스 | 후보       | [ 5 ] [ 6 ]                 |
| 아카데미상                                                               | 2020년 2월 9일   | 남우주연상                                   | 호아킨 피닉스 | 수상       | [ 5 ] [ 6 ]                 |
| 아카데미상                                                               | 2020년 2월 9일   | 각색상                                       | 토드 필립스, 스콧 실버 | 후보       | [ 5 ] [ 6 ]                 |
| 아카데미상                                                               | 2020년 2월 9일   | 촬영상                                       | 로렌스 셔 | 후보       | [ 5 ] [ 6 ]                 |
| 아카데미상                                                               | 2020년 2월 9일   | 의상상                                       | 마크 브리지 | 후보       | [ 5 ] [ 6 ]                 |
| 아카데미상                                                               | 2020년 2월 9일   | 편집상                                       | 제프 그로스 | 후보       | [ 5 ] [ 6 ]                 |
| 아카데미상                                                               | 2020년 2월 9일   | 분장상                                       | 니키 레더만, 케이 조르지오 | 후보       | [ 5 ] [ 6 ]                 |
| 아카데미상                                                               | 2020년 2월 9일   | 음악상                                       | 힐뒤르 그뷔드나도티르 | 수상       | [ 5 ] [ 6 ]                 |
| 아카데미상                                                               | 2020년 2월 9일   | 음향편집상                                   | 알란 로버트 머레이 | 후보       | [ 5 ] [ 6 ]                 |
| 아카데미상                                                               | 2020년 2월 9일   | 음향상                                       | 톰 오자니치, 딘 주판치치, 토드 메이틀랜드 | 후보       | [ 5 ] [ 6 ]                 |
| 미국여성영화기자협회                                                     | 2020년 1월 10일  | 남우주연상                                   | 호아킨 피닉스 | 후보       | [ 7 ] [ 8 ]                 |
| 아만다상                                                                 | 2020년 8월 14일  | 최고의 외국어 작품상                         | 조커 | 수상       | [ 9 ]                       |
| 미국 영화 편집자 협회                                                    | 2020년 1월 17일  | 최고편집상 (드라마 부문)                     | 제프 그로스 | 후보       | [ 10 ] [ 11 ]               |
| 미국 영화 연구소                                                         | 2020년 1월 3일   | 올해의 영화 탑 10                            | 조커 | 수상       | [ 12 ]                      |
| 미국촬영인협회                                                           | 2020년 1월 25일  | 최고촬영상 (개봉 영화 부문)                  | 로렌스 셔 | 후보       | [ 13 ] [ 14 ]               |
| 미술감독조합상                                                           | 2020년 2월 1일   | 미술상 (시대 영화)                           | 마크 프라이드버그 | 후보       | [ 15 ]                      |
| 호주 영화 비평가 협회                                                    | 2020년 2월 7일   | 국제영화상 (영어권)                          | 조커 | 후보       | [ 16 ]                      |
| 벨기에 영화 비평가 협회                                                  | 2020년 1월 4일   | 그랑프리                                     | 조커 | 후보       | [ 17 ] [ 18 ]               |
| 블루리본상                                                               | 2020년 2월 8일   | 외국어 작품상                                | 조커 | 수상       | [ 19 ]                      |
| BMI 어워드                                                               | 2020년 6월 15일  | BMI 영화음악상                               | 힐뒤르 그뷔드나도티르 | 수상       | [ 20 ]                      |
| BMI 어워드                                                               | 2020년 6월 15일  | 아카데미상 수상 특별공로상                   | 힐뒤르 그뷔드나도티르 | 수상       | [ 20 ]                      |
| 보딜상                                                                   | 2020년 2월 29일  | 미국영화상                                   | 조커 | 후보       | [ 21 ]                      |
| 보기상                                                                   | 2019년 10월 14일 | 보기상                                       | 조커 | 수상       | [ 22 ] [ 23 ]               |
| 보기상                                                                   | 2019년 10월 14일 | 동상                                         | 조커 | 수상       | [ 22 ] [ 23 ]               |
| 보기상                                                                   | 2019년 10월 14일 | 은상                                         | 조커 | 수상       | [ 22 ] [ 23 ]               |
| 보기상                                                                   | 2019년 10월 14일 | 금상                                         | 조커 | 수상       | [ 22 ] [ 23 ]               |
| 보스턴 영화 비평가 협회                                                  | 2019년 12월 15일 | 남우주연상                                   | 호아킨 피닉스 | 준우승     | [ 24 ]                      |
| 영국 아카데미 영화상                                                     | 2020년 2월 2일   | 작품상                                       | 브래들리 쿠퍼, 토드 필립스, 에마 틸린저 코스코프 | 후보       | [ 25 ] [ 26 ]               |
| 영국 아카데미 영화상                                                     | 2020년 2월 2일   | 감독상                                       | 토드 필립스 | 후보       | [ 25 ] [ 26 ]               |
| 영국 아카데미 영화상                                                     | 2020년 2월 2일   | 각색상                                       | 토드 필립스, 스콧 실버 | 후보       | [ 25 ] [ 26 ]               |
| 영국 아카데미 영화상                                                     | 2020년 2월 2일   | 남우주연상                                   | 호아킨 피닉스 | 수상       | [ 25 ] [ 26 ]               |
| 영국 아카데미 영화상                                                     | 2020년 2월 2일   | 음악상                                       | 힐뒤르 그뷔드나도티르 | 수상       | [ 25 ] [ 26 ]               |
| 영국 아카데미 영화상                                                     | 2020년 2월 2일   | 캐스팅상                                     | 샤이나 마코위츠 | 수상       | [ 25 ] [ 26 ]               |
| 영국 아카데미 영화상                                                     | 2020년 2월 2일   | 촬영상                                       | 로렌스 셔 | 후보       | [ 25 ] [ 26 ]               |
| 영국 아카데미 영화상                                                     | 2020년 2월 2일   | 편집상                                       | 제프 그로스 | 후보       | [ 25 ] [ 26 ]               |
| 영국 아카데미 영화상                                                     | 2020년 2월 2일   | 미술상                                       | 마크 프라이드버그, 크리스 모런 | 후보       | [ 25 ] [ 26 ]               |
| 영국 아카데미 영화상                                                     | 2020년 2월 2일   | 분장상                                       | 케이 조르지오, 니키 레더만 | 후보       | [ 25 ] [ 26 ]               |
| 영국 아카데미 영화상                                                     | 2020년 2월 2일   | 음향상                                       | 토드 메이틀랜드, 알란 로버트 머레이, 톰 오자니치, 딘 주판치치 | 후보       | [ 25 ] [ 26 ]               |
| 영국촬영감독협회                                                         | 2020년 2월 16일  | 촬영상 (장편 영화)                           | 로렌스 셔 | 후보       | [ 27 ]                      |
| 영국촬영감독협회                                                         | 2020년 2월 16일  | 운영상                                       | 제프리 헤일리 | 수상       | [ 27 ]                      |
| 카예 뒤 시네마                                                           | 2020년 1월 6일   | 탑 10                                        | 조커 | 9th Place  | [ 28 ]                      |
| 카메리마쥬                                                               | 2019년 11월 16일 | 황금개구리상                                 | 로렌스 셔 | 수상       | [ 29 ] [ 30 ]               |
| 카메리마쥬                                                               | 2019년 11월 16일 | 관객상                                       | 로렌스 셔 | 수상       | [ 29 ] [ 30 ]               |
| 카프리 할리우드 국제영화제                                               | 2020년 1월 2일   | 남우주연상                                   | 호아킨 피닉스 | 수상       | [ 31 ]                      |
| 미국캐스팅협회                                                           | 2020년 1월 30일  | 예산상 (드라마 부문)                         | 샤이나 마코위츠 | 후보       | [ 32 ]                      |
| 세자르상                                                                 | 2020년 2월 28일  | 외국어 작품상                                | 조커 | 후보       | [ 33 ]                      |
| 시카고 영화 비평가 협회                                                  | 2019년 12월 19일 | 남우주연상                                   | 호아킨 피닉스 | 후보       | [ 34 ] [ 35 ]               |
| 시네마 오디오 소사이어티 어워즈                                          | 2020년 1월 25일  | 라이브 액션상 (영화)                         | 조커 | 후보       | [ 36 ] [ 37 ]               |
| 스페인 영화 작가 협회 (Círculo de Escritores Cinematográficos)           | 2020년 1월 20일  | 외국어 작품상                                | 조커 | 후보       | [ 38 ] [ 39 ]               |
| 클리오 광고제                                                            | 2019년 11월 21일 | 영화 부문: 예고편                            | JAX | 수상       | [ 40 ]                      |
| 크리틱스 초이스 영화상                                                   | 2020년 1월 12일  | 작품상                                       | 조커 | 후보       | [ 41 ] [ 42 ]               |
| 크리틱스 초이스 영화상                                                   | 2020년 1월 12일  | 남우주연상                                   | 호아킨 피닉스 | 수상       | [ 41 ] [ 42 ]               |
| 크리틱스 초이스 영화상                                                   | 2020년 1월 12일  | 각색상                                       | 스콧 실버, 토드 필립스 | 후보       | [ 41 ] [ 42 ]               |
| 크리틱스 초이스 영화상                                                   | 2020년 1월 12일  | 촬영상                                       | 로렌스 셔 | 후보       | [ 41 ] [ 42 ]               |
| 크리틱스 초이스 영화상                                                   | 2020년 1월 12일  | 의상상                                       | 마크 프라이드버그, 크리스 모런 | 후보       | [ 41 ] [ 42 ]               |
| 크리틱스 초이스 영화상                                                   | 2020년 1월 12일  | 분장상                                       | 조커 | 후보       | [ 41 ] [ 42 ]               |
| 크리틱스 초이스 영화상                                                   | 2020년 1월 12일  | 음악상                                       | 힐뒤르 그뷔드나도티르 | 수상       | [ 41 ] [ 42 ]               |
| 댈러스-포트워스 영화 비평가 협회                                         | 2019년 12월 16일 | 남우주연상                                   | 호아킨 피닉스 | 준우승     | [ 43 ]                      |
| 다비드 디 도나텔로상                                                     | 2020년 4월 3일   | 외국어작품상                                 | 조커 | 후보       | [ 44 ]                      |
| 디트로이트 영화 비평가 협회                                              | 2019년 12월 9일  | 남우주연상                                   | 호아킨 피닉스 | 후보       | [ 45 ]                      |
| 도리안 어워즈                                                            | 2020년 1월 8일   | 올해의 연기상 (남자 배우)                    | 호아킨 피닉스 | 후보       | [ 46 ] [ 47 ]               |
| 드래곤 어워즈                                                            | 2020년 9월 7일   | SF/판타지 영화상                             | 조커 | 후보       | [ 48 ]                      |
| 더블린 영화 비평가 협회                                                  | 2019년 12월 17일 | 작품상                                       | 조커 | 4th Place  | [ 49 ]                      |
| 더블린 영화 비평가 협회                                                  | 2019년 12월 17일 | 감독상                                       | 토드 필립스 | 5th Place  | [ 49 ]                      |
| 더블린 영화 비평가 협회                                                  | 2019년 12월 17일 | 남우주연상                                   | 호아킨 피닉스 | 준우승     | [ 49 ]                      |
| 더블린 영화 비평가 협회                                                  | 2019년 12월 17일 | 촬영상                                       | 로렌스 셔 | 3rd Place  | [ 49 ]                      |
| ETC 발리우드 비즈니스 어워즈                                             | 2020년 2월 11일  | 가장 성공한 외국어작품상                     | 조커 | 후보       | [ 50 ]                      |
| 플로리다 영화 비평가 협회                                                | 2019년 12월 23일 | 남우주연상                                   | 호아킨 피닉스 | 후보       | [ 51 ]                      |
| 플로리다 영화 비평가 협회                                                | 2019년 12월 23일 | 음악상                                       | 힐뒤르 그뷔드나도티르 | 후보       | [ 51 ]                      |
| 조지아 영화 비평가 협회                                                  | 2020년 1월 10일  | 남우주연상                                   | 호아킨 피닉스 | 후보       | [ 52 ] [ 53 ]               |
| 조지아 영화 비평가 협회                                                  | 2020년 1월 10일  | 각색상                                       | 토드 필립스, 스콧 실버 | 후보       | [ 52 ] [ 53 ]               |
| 조지아 영화 비평가 협회                                                  | 2020년 1월 10일  | 음악상                                       | 힐뒤르 그뷔드나도티르 | 후보       | [ 52 ] [ 53 ]               |
| 독일 영화 및 미디어 리뷰                                                 | 2020년 3월 12일  | "강력 추천" 인증                             | 조커 | 수상       | [ 54 ]                      |
| 크리스탈 글로브상                                                        | TBA              | 외국어 작품상                                | 조커 | 미정       | [ 55 ]                      |
| 골드 더비 어워즈                                                         | 2020년 2월 4일   | 작품상                                       | 조커 | 후보       | [ 56 ] [ 57 ]               |
| 골드 더비 어워즈                                                         | 2020년 2월 4일   | 남우주연상                                   | 호아킨 피닉스 | 수상       | [ 56 ] [ 57 ]               |
| 골드 더비 어워즈                                                         | 2020년 2월 4일   | 각색상                                       | 토드 필립스, 스콧 실버 | 후보       | [ 56 ] [ 57 ]               |
| 골드 더비 어워즈                                                         | 2020년 2월 4일   | 촬영상                                       | 로렌스 셔 | 후보       | [ 56 ] [ 57 ]               |
| 골드 더비 어워즈                                                         | 2020년 2월 4일   | 분장상                                       | 니키 레더만, 케이 조르지오 | 후보       | [ 56 ] [ 57 ]               |
| 골드 더비 어워즈                                                         | 2020년 2월 4일   | 음악상                                       | 힐뒤르 그뷔드나도티르 | 수상       | [ 56 ] [ 57 ]               |
| 골드 더비 어워즈                                                         | 2020년 2월 4일   | 음향상                                       | 토드 메이틀랜드, 알란 로버트 머레이, 톰 오자니치, 딘 주판치치 | 후보       | [ 56 ] [ 57 ]               |
| 골드 더비 디케이드 어워즈                                                | 2020년 3월 10일  | 남우주연상                                   | 호아킨 피닉스 | 수상       | [ 58 ]                      |
| 골드 더비 디케이드 어워즈                                                | 2020년 3월 10일  | 음악상                                       | 힐뒤르 그뷔드나도티르 | 준우승     | [ 58 ]                      |
| 골드 더비 디케이드 어워즈                                                | 2020년 3월 10일  | 10년대 연기상                                | 호아킨 피닉스 | 후보       | [ 58 ]                      |
| 골든 글로브상                                                            | 2020년 1월 5일   | 작품상 (드라마 부문)                         | 조커 | 후보       | [ 59 ] [ 60 ]               |
| 골든 글로브상                                                            | 2020년 1월 5일   | 남우주연상 (드라마 영화 부문)                | 호아킨 피닉스 | 수상       | [ 59 ] [ 60 ]               |
| 골든 글로브상                                                            | 2020년 1월 5일   | 감독상                                       | 토드 필립스 | 후보       | [ 59 ] [ 60 ]               |
| 골든 글로브상                                                            | 2020년 1월 5일   | 음악상                                       | 힐뒤르 그뷔드나도티르 | 수상       | [ 59 ] [ 60 ]               |
| 골든 라즈베리상                                                          | 2020년 3월 16일  | 생명 및 공공재에 대한 최악의 경시상          | 조커 | 후보       | [ 61 ]                      |
| 골든 릴 어워드                                                           | 2020년 1월 19일  | 최고음향편집상 (대화 및 후시녹음 부문)       | 알란 로버트 머레이, Kira Roessler, Carmeron Steenhagen | 후보       | [ 62 ] [ 63 ]               |
| 골든 릴 어워드                                                           | 2020년 1월 19일  | 최고음향편집상 (효과 및 녹음 부문)           | 알란 로버트 머레이, 톰 오자니치, Darren Maynard, John Joseph Thomas, Christian Wenger, Michael Dressel, Kevin R.W. Murray, Willard Overstreet, John T. Cucci, Dan O'Connell | 후보       | [ 62 ] [ 63 ]               |
| 골든 릴 어워드                                                           | 2020년 1월 19일  | 최고음향편집상 (언더스코어 부문)             | Lena Glikson, Daniel Waldman | 후보       | [ 62 ] [ 63 ]               |
| 골든 슈모스상                                                            | 2020년 2월 7일   | 올해의 영화상                                | 조커 | 후보       | [ 64 ]                      |
| 골든 슈모스상                                                            | 2020년 2월 7일   | 올해의 감독상                                | 토드 필립스 | 후보       | [ 64 ]                      |
| 골든 슈모스상                                                            | 2020년 2월 7일   | 올해의 각본상                                | 토드 필립스, 스콧 실버 | 후보       | [ 64 ]                      |
| 골든 슈모스상                                                            | 2020년 2월 7일   | 올해의 과대평가된 영화상                     | 조커 | 준우승     | [ 64 ]                      |
| 골든 슈모스상                                                            | 2020년 2월 7일   | 올해의 쩌는 영화상                           | 조커 | 후보       | [ 64 ]                      |
| 골든 슈모스상                                                            | 2020년 2월 7일   | 올해의 전율상                                | 조커 | 수상       | [ 64 ]                      |
| 골든 슈모스상                                                            | 2020년 2월 7일   | 올해의 남우주연상                            | 호아킨 피닉스 | 수상       | [ 64 ]                      |
| 골든 슈모스상                                                            | 2020년 2월 7일   | 올해 가장 쿨한 등장인물상                    | 조커/아서 플렉 | 후보       | [ 64 ]                      |
| 골든 슈모스상                                                            | 2020년 2월 7일   | 영화음악상                                   | 힐뒤르 그뷔드나도티르 | 준우승     | [ 64 ]                      |
| 골든 슈모스상                                                            | 2020년 2월 7일   | 올해의 영화 포스터                           | 조커 | 후보       | [ 64 ]                      |
| 골든 슈모스상                                                            | 2020년 2월 7일   | 올해의 예고편                                | 조커 | 준우승     | [ 64 ]                      |
| 골든 슈모스상                                                            | 2020년 2월 7일   | 올해의 DVD/블루레이                          | 조커 | 후보       | [ 64 ]                      |
| 골든 슈모스상                                                            | 2020년 2월 7일   | 최고의 명장면                                | 머레이 프랭클린 인터뷰 씬 | 후보       | [ 64 ]                      |
| 골든 슈모스상                                                            | 2020년 2월 7일   | 올해의 대사                                  | "난 내 삶이 비극인 줄 알았는데, 알고 보니 희극이었어." | 후보       | [ 64 ]                      |
| 골든스크린상                                                             | 2019년 10월 10일 | 골든스크린상                                 | 조커 | 수상       | [ 65 ]                      |
| 골든토마토상                                                             | 2020년 2월 18일  | 팬들이 사랑한 배우                           | 호아킨 피닉스 | 수상       | [ 66 ] [ 67 ]               |
| 골든토마토상                                                             | 2020년 2월 18일  | 코믹스/그래픽 노블 영화 최고 평점            | 조커 | 5th Place  | [ 66 ] [ 67 ]               |
| 골든 트레일러 어워드                                                     | 2019년 5월 29일  | 티저상                                       | Warner Bros., JAX | 후보       | [ 68 ]                      |
| 골든 트레일러 어워드                                                     | 2021년 7월 22일  | 장편 액션/스릴러 영화 예고편상               | Warner Bros., JAX | 후보       | [ 69 ] [ 70 ]               |
| 골든 트레일러 어워드                                                     | 2021년 7월 22일  | TV 광고 그래픽상 (장편)                      | Warner Bros., JAX | 후보       | [ 69 ] [ 70 ]               |
| 골든 트레일러 어워드                                                     | 2021년 7월 22일  | TV 광고상 (장편)                             | Warner Bros., JAX | 후보       | [ 69 ] [ 70 ]               |
| 골든 트레일러 어워드                                                     | 2021년 7월 22일  | 예고편상                                     | Warner Bros., JAX | 수상       | [ 69 ] [ 70 ]               |
| 그래미상                                                                 | 2021년 3월 14일  | 비주얼 미디어 음악상                         | 힐뒤르 그뷔드나도티르 | 수상       | [ 71 ]                      |
| 그래미상                                                                 | 2021년 3월 14일  | 편곡상 (기악 또는 아카펠라)                  | 힐뒤르 그뷔드나도티르 (for "Bathroom Dance") | 후보       | [ 71 ]                      |
| 시네마 브라질 그랑프리 (Grande Prêmio do Cinema Brasileiro)              | 2020년 10월 10일 | 외국어 작품상                                | 조커 | 후보       | [ 72 ]                      |
| 음악감독조합상 (Guild of Music Supervisors Awards)                       | 2020년 2월 6일   | 예고편 음악감독상                            | 애니 콜빈 | 수상       | [ 73 ]                      |
| 기네스 세계 기록                                                         | 2019년 12월 9일  | 10억 달러 이상 번 최초의 R등급 영화          | 조커 | 수상       | [ 74 ]                      |
| 기네스 세계 기록                                                         | 2019년 12월 9일  | 가장 많이 판매량이 오른 R등급 영화           | 조커 | 수상       | [ 74 ]                      |
| 하비상                                                                   | 2020년 10월 11일 | 코믹스 각색상                                | 조커 | 후보       | [ 75 ]                      |
| 할리우드 비평가 협회                                                     | 2020년 1월 9일   | 작품상                                       | 조커 | 후보       | [ 76 ] [ 77 ]               |
| 할리우드 비평가 협회                                                     | 2020년 1월 9일   | 남우주연상                                   | 호아킨 피닉스 | 수상       | [ 76 ] [ 77 ]               |
| 할리우드 비평가 협회                                                     | 2020년 1월 9일   | 각색상                                       | 스콧 실버, 토드 필립스 | 후보       | [ 76 ] [ 77 ]               |
| 할리우드 비평가 협회                                                     | 2020년 1월 9일   | 촬영상                                       | 로렌스 셔 | 후보       | [ 76 ] [ 77 ]               |
| 할리우드 비평가 협회                                                     | 2020년 1월 9일   | 의상디자인상                                 | 마크 브리지 | 후보       | [ 76 ] [ 77 ]               |
| 할리우드 비평가 협회                                                     | 2020년 1월 9일   | 분장상                                       | 니키 레더만, 케이 조르지오 | 후보       | [ 76 ] [ 77 ]               |
| 할리우드 비평가 협회                                                     | 2020년 1월 9일   | 음악상                                       | 힐뒤르 그뷔드나도티르 | 수상       | [ 76 ] [ 77 ]               |
| 할리우드 뮤직 인 미디어 어워즈                                           | 2019년 11월 20일 | 음악상 (장편 영화)                           | 힐뒤르 그뷔드나도티르 | 수상       | [ 78 ]                      |
| 할리우드 전문가 협회                                                     | 2020년 11월 19일 | 최고색상상                                   | 조커 | 수상       | [ 79 ]                      |
| 할리우드 전문가 협회                                                     | 2020년 11월 19일 | 최고편집상                                   | 조커 | 후보       | [ 79 ]                      |
| 할리우드 전문가 협회                                                     | 2020년 11월 19일 | 최고음향상                                   | 조커 | 후보       | [ 79 ]                      |
| 휴스턴 영화 비평가 협회                                                  | 2020년 1월 2일   | 작품상                                       | 조커 | 후보       | [ 80 ]                      |
| 휴스턴 영화 비평가 협회                                                  | 2020년 1월 2일   | 남우주연상                                   | 호아킨 피닉스 | 후보       | [ 80 ]                      |
| 휴스턴 영화 비평가 협회                                                  | 2020년 1월 2일   | 촬영상                                       | 로렌스 셔 | 후보       | [ 80 ]                      |
| 휴스턴 영화 비평가 협회                                                  | 2020년 1월 2일   | 음악상                                       | 힐뒤르 그뷔드나도티르 | 후보       | [ 80 ]                      |
| 화정상                                                                   | 2020년 10월 29일 | 외국어작품상                                 | 조커 | 후보       | [ 81 ]                      |
| 화정상                                                                   | 2020년 10월 29일 | 외국어작품 감독상                            | 토드 필립스 | 후보       | [ 81 ]                      |
| 화정상                                                                   | 2020년 10월 29일 | 외국어작품 남우주연상                        | 호아킨 피닉스 | 수상       | [ 81 ]                      |
| IGN 어워드                                                               | 2019년 12월 31일 | 올해의 영화상                                | 조커 | 후보       | [ 82 ] [ 83 ] [ 84 ] [ 85 ] |
| IGN 어워드                                                               | 2019년 12월 31일 | 구독자 선정상                                | 조커 | 수상       | [ 82 ] [ 83 ] [ 84 ] [ 85 ] |
| IGN 어워드                                                               | 2019년 12월 31일 | 올해의 코믹스 영화상                         | 조커 | 후보       | [ 82 ] [ 83 ] [ 84 ] [ 85 ] |
| IGN 어워드                                                               | 2019년 12월 31일 | 주연상                                       | 호아킨 피닉스 | 수상       | [ 82 ] [ 83 ] [ 84 ] [ 85 ] |
| IGN 어워드                                                               | 2019년 12월 31일 | 구독자 선정상                                | 호아킨 피닉스 | 수상       | [ 82 ] [ 83 ] [ 84 ] [ 85 ] |
| IGN 어워드                                                               | 2019년 12월 31일 | 감독상                                       | 토드 필립스 | 후보       | [ 82 ] [ 83 ] [ 84 ] [ 85 ] |
| IGN 어워드                                                               | 2019년 12월 31일 | 구독자 선정상                                | 토드 필립스 | 수상       | [ 82 ] [ 83 ] [ 84 ] [ 85 ] |
| 인디와이어 크리틱스 폴                                                   | 2019년 12월 16일 | 작품상                                       | 조커 | 9th place  | [ 86 ]                      |
| 인디와이어 크리틱스 폴                                                   | 2019년 12월 16일 | 감독상                                       | 토드 필립스 | 10th place | [ 86 ]                      |
| 인디와이어 크리틱스 폴                                                   | 2019년 12월 16일 | 각본상                                       | 토드 필립스 | 20th place | [ 86 ]                      |
| 인디와이어 크리틱스 폴                                                   | 2019년 12월 16일 | 남우주연상                                   | 호아킨 피닉스 | 4th place  | [ 86 ]                      |
| 인디와이어 크리틱스 폴                                                   | 2019년 12월 16일 | 남우조연상                                   | 로버트 드 니로 | 23rd place | [ 86 ]                      |
| 인디와이어 크리틱스 폴                                                   | 2019년 12월 16일 | 촬영상                                       | 로렌스 셔 | 13th place | [ 86 ]                      |
| 미국촬영감독조합                                                         | 2020년 2월 7일   | 맥스웰 와인버그 쇼맨십상                     | 조커 | 수상       | [ 87 ]                      |
| 인터내셔널 시네필 소사이어티                                             | 2020년 2월 4일   | 남우주연상                                   | 호아킨 피닉스 | 후보       | [ 88 ]                      |
| 인터내셔널 시네필 소사이어티                                             | 2020년 2월 4일   | 음악상                                       | 힐뒤르 그뷔드나도티르 | 후보       | [ 88 ]                      |
| 국제 영화음악 비평가 협회 (International Film Music Critics Association) | 2020년 2월 20일  | 올해의 영화 음악상                           | 조커 | 후보       | [ 89 ]                      |
| 국제 영화음악 비평가 협회 (International Film Music Critics Association) | 2020년 2월 20일  | 올해의 작곡가상                              | 힐뒤르 그뷔드나도티르 | 후보       | [ 89 ]                      |
| 국제 영화음악 비평가 협회 (International Film Music Critics Association) | 2020년 2월 20일  | 음악상 (드라마 영화 부문)                    | 조커 | 후보       | [ 89 ]                      |
| 국제 영화음악 비평가 협회 (International Film Music Critics Association) | 2020년 2월 20일  | 올해의 영화 악곡상                           | Call Me Joker | 후보       | [ 89 ]                      |
| 일본 아카데미상                                                          | 2020년 3월 6일   | 우수 외국작품상                              | 조커 | 수상       | [ 90 ]                      |
| 주피터상                                                                 | 2020년 3월 19일  | 국제영화상                                   | 조커 | 후보       | [ 91 ]                      |
| 주피터상                                                                 | 2020년 3월 19일  | 국제남우주연상                               | 호아킨 피닉스 | 후보       | [ 91 ]                      |
| 키네마 준보상                                                            | 2020년 2월 19일  | 외국어 작품상                                | 조커 | 수상       | [ 92 ]                      |
| 키네마 준보상                                                            | 2020년 2월 19일  | 외국어 작품 감독상                           | 토드 필립스 | 수상       | [ 92 ]                      |
| 키네마 준보상                                                            | 2020년 2월 19일  | 독자 선정 외국어 작품상                      | 조커 | 수상       | [ 92 ]                      |
| 키네마 준보상                                                            | 2020년 2월 19일  | 독자 선정 외국어 작품 감독상                 | 토드 필립스 | 수상       | [ 92 ]                      |
| 런던 영화 비평가 협회                                                    | 2020년 1월 30일  | 올해의 영화                                  | 조커 | 후보       | [ 93 ]                      |
| 런던 영화 비평가 협회                                                    | 2020년 1월 30일  | 올해의 배우                                  | 호아킨 피닉스 | 수상       | [ 93 ]                      |
| 마이니치 영화 콩쿠르                                                     | 2020년 2월 13일  | 외국 영화 베스트 원 상                       | 조커 | 수상       | [ 94 ]                      |
| 마이니치 영화 콩쿠르                                                     | 2020년 2월 13일  | 독자 선정                                    | 조커 | 수상       | [ 94 ]                      |
| Make-Up Artists and Hair Stylists Guild                                  | 2020년 1월 11일  | Best Period and/or Character Make-Up         | 니키 레더만, Tania Ribalow, Sunday Englis | 수상       | [ 95 ] [ 96 ]               |
| Make-Up Artists and Hair Stylists Guild                                  | 2020년 1월 11일  | Best Contemporary Hair Styling               | 케이 조르지오, Vanessa Anderson | 후보       | [ 95 ] [ 96 ]               |
| 모션 픽처 사운드 에디터스                                                | 2020년 1월 19일  | 장편 영화 (대화 및 후시녹음 부문)            | 알란 로버트 머레이, Kira Roessler, Carmeron Steenhagen | 후보       | [ 97 ] [ 98 ]               |
| 모션 픽처 사운드 에디터스                                                | 2020년 1월 19일  | 장편 영화 (효과 및 녹음 부문)                | 조커 | 후보       | [ 97 ] [ 98 ]               |
| 모션 픽처 사운드 에디터스                                                | 2020년 1월 19일  | 장편 (언더스코어 부문)                       | Lena Gilkson, Daniel Waldman | 후보       | [ 97 ] [ 98 ]               |
| National Film & TV Awards                                                | 2019년 12월 3일  | 장편영화상                                   | 조커 | 후보       | [ 99 ] [ 100 ]              |
| National Film & TV Awards                                                | 2019년 12월 3일  | 액션영화상                                   | 조커 | 후보       | [ 99 ] [ 100 ]              |
| National Film & TV Awards                                                | 2019년 12월 3일  | 연기상                                       | 호아킨 피닉스 | 후보       | [ 99 ] [ 100 ]              |
| National Film & TV Awards                                                | 2019년 12월 3일  | 연기상                                       | 로버트 드 니로 | 수상       | [ 99 ] [ 100 ]              |
| 뉴욕 영화 비평가 협회                                                    | 2019년 12월 7일  | 올해의 영화 탑 텐                            | 조커 | 수상       | [ 101 ]                     |
| 뉴욕 영화 비평가 협회                                                    | 2019년 12월 7일  | 남우주연상                                   | 호아킨 피닉스 | 수상       | [ 101 ]                     |
| 닛칸스포츠 영화대상                                                      | 2019년 12월 12일 | 외국작품상                                   | 조커 | 후보       | [ 102 ]                     |
| NME 어워드                                                               | 2020년 2월 12일  | 작품상                                       | 조커 | 후보       | [ 103 ]                     |
| NME 어워드                                                               | 2020년 2월 12일  | 남우주연상                                   | 호아킨 피닉스 | 후보       | [ 103 ]                     |
| 온라인 영화 비평가 협회                                                  | 2020년 1월 6일   | 남우주연상                                   | 호아킨 피닉스 | 후보       | [ 104 ] [ 105 ]             |
| 온라인 영화 비평가 협회                                                  | 2020년 1월 6일   | 음악상                                       | 힐뒤르 그뷔드나도티르 | 후보       | [ 104 ] [ 105 ]             |
| 팜스프링스 국제 영화제                                                   | 2020년 1월 2일   | 체어맨상                                     | 호아킨 피닉스 | 수상       | [ 106 ] [ 107 ]             |
| 팜스프링스 국제 영화제                                                   | 2020년 1월 2일   | 창의적 연출상                                | 토드 필립스 | 수상       | [ 106 ] [ 107 ]             |
| 미국 프로듀서 조합상                                                     | 2020년 1월 18일  | 작품상                                       | 조커 | 후보       | [ 108 ] [ 109 ]             |
| 로베르트상                                                               | 2020년 1월 26일  | 영어권 작품상                                | 조커 | 수상       | [ 110 ]                     |
| 론도 해튼 클래식 호러 영화제                                             | 2020년 4월 6일   | 2019년 작품상                                | 조커 | 수상       | [ 111 ]                     |
| 샌디에이고 영화 비평가 협회                                              | 2019년 12월 9일  | 작품상                                       | 조커 | 후보       | [ 112 ]                     |
| 샌디에이고 영화 비평가 협회                                              | 2019년 12월 9일  | 남우주연상                                   | 호아킨 피닉스 | 수상       | [ 112 ]                     |
| 샌디에이고 영화 비평가 협회                                              | 2019년 12월 9일  | 각색상                                       | 토드 필립스, 스콧 실버 | 후보       | [ 112 ]                     |
| 샌디에이고 영화 비평가 협회                                              | 2019년 12월 9일  | 음악상                                       | 힐뒤르 그뷔드나도티르 | 후보       | [ 112 ]                     |
| 샌프란시스코 영화 비평가 협회                                            | 2019년 12월 16일 | 남우주연상                                   | 호아킨 피닉스 | 후보       | [ 113 ]                     |
| 샌프란시스코 영화 비평가 협회                                            | 2019년 12월 16일 | 음악상                                       | 힐뒤르 그뷔드나도티르 | 후보       | [ 113 ]                     |
| 새틀라이트상                                                             | 2019년 12월 19일 | 작품상                                       | 조커 | 후보       | [ 114 ] [ 115 ]             |
| 새틀라이트상                                                             | 2019년 12월 19일 | 남우주연상                                   | 호아킨 피닉스 | 후보       | [ 114 ] [ 115 ]             |
| 새틀라이트상                                                             | 2019년 12월 19일 | 각색상                                       | 토드 필립스, 스콧 실버 | 수상       | [ 114 ] [ 115 ]             |
| 새틀라이트상                                                             | 2019년 12월 19일 | 음악상                                       | 힐뒤르 그뷔드나도티르 | 수상       | [ 114 ] [ 115 ]             |
| 새틀라이트상                                                             | 2019년 12월 19일 | 촬영상                                       | 로렌스 셔 | 후보       | [ 114 ] [ 115 ]             |
| 새틀라이트상                                                             | 2019년 12월 19일 | 특수효과상                                   | 에드윈 리베라, 매튜 지암파, 브라이언 고드윈 | 후보       | [ 114 ] [ 115 ]             |
| 새틀라이트상                                                             | 2019년 12월 19일 | 편집상                                       | 제프 그로스 | 후보       | [ 114 ] [ 115 ]             |
| 새틀라이트상                                                             | 2019년 12월 19일 | 음향상                                       | 알란 로버트 머레이, 톰 오자니치, 딘 주판치치 | 후보       | [ 114 ] [ 115 ]             |
| 새틀라이트상                                                             | 2019년 12월 19일 | 미술감독상                                   | 마크 프라이드버그, Laura Ballinger | 후보       | [ 114 ] [ 115 ]             |
| 새틀라이트상                                                             | 2019년 12월 19일 | 의상상                                       | 마크 브리지 | 후보       | [ 114 ] [ 115 ]             |
| 새턴상                                                                   | 2021년 10월 26일 | 코믹스 원작 영화상                           | 조커 | 수상       | [ 116 ]                     |
| 새턴상                                                                   | 2021년 10월 26일 | 남우주연상                                   | 호아킨 피닉스 | 후보       | [ 116 ]                     |
| 새턴상                                                                   | 2021년 10월 26일 | 여우조연상                                   | 자시 비츠 | 후보       | [ 116 ]                     |
| 새턴상                                                                   | 2021년 10월 26일 | 각색상                                       | 조커 | 후보       | [ 116 ]                     |
| 새턴상                                                                   | 2021년 10월 26일 | 미술상                                       | 조커 | 후보       | [ 116 ]                     |
| 미국 배우 조합상                                                         | 2020년 1월 19일  | 남우주연상                                   | 호아킨 피닉스 | 수상       | [ 117 ] [ 118 ]             |
| 미국 배우 조합상                                                         | 2020년 1월 19일  | 스턴트앙상블상                               | 조커에 출연한 스턴트맨 | 후보       | [ 117 ] [ 118 ]             |
| 시애틀 영화 비평가 협회                                                  | 2019년 12월 16일 | 남우주연상                                   | 호아킨 피닉스 | 후보       | [ 119 ]                     |
| 시애틀 영화 비평가 협회                                                  | 2019년 12월 16일 | 음악상                                       | 힐뒤르 그뷔드나도티르 | 후보       | [ 119 ]                     |
| 시애틀 영화 비평가 협회                                                  | 2019년 12월 16일 | 올해의 악당상                                | 호아킨 피닉스 | 후보       | [ 119 ]                     |
| 미국 카메라 감독 조합 (Society of Camera Operators)                      | 2020년 1월 18일  | 올해의 카메라 감독상 (영화 부문)             | 제프리 헤일리 | 수상       | [ 120 ] [ 121 ]             |
| 세인트루이스 영화 비평가 협회                                            | 2019년 12월 15일 | 남우주연상                                   | 호아킨 피닉스 | 준우승     | [ 122 ]                     |
| 세인트루이스 영화 비평가 협회                                            | 2019년 12월 15일 | 각색상                                       | 토드 필립스, 스콧 실버 | 후보       | [ 122 ]                     |
| 세인트루이스 영화 비평가 협회                                            | 2019년 12월 15일 | 촬영상                                       | 로렌스 셔 | 후보       | [ 122 ]                     |
| 세인트루이스 영화 비평가 협회                                            | 2019년 12월 15일 | 최악의 영화상                                | 조커 | 준우승     | [ 122 ]                     |
| 타우러스 월드 스턴트 어워드                                              | 2020년 11월 21일 | Hardest Hit                                  | 조커 | 수상       | [ 123 ]                     |
| TEC상                                                                    | 2021년 1월 22일  | 음향제작상                                   | 조커 | 후보       | [ 124 ]                     |
| 토론토 국제 영화제                                                       | 2019년 9월 10일  | TIFF Tribute Actor Award                     | 호아킨 피닉스 | 수상       | [ 125 ]                     |
| 터키 영화 비평가 협회                                                    | 2020년 1월 7일   | 외국어 작품상                                | 조커 | 5th Place  | [ 126 ]                     |
| 밴쿠버 영화 비평가 협회                                                  | 2019년 12월 16일 | 남우주연상                                   | 호아킨 피닉스 | 후보       | [ 127 ] [ 128 ]             |
| 베네치아 국제 영화제                                                     | 2019년 9월 7일   | 황금사자상                                   | 조커 | 수상       | [ 129 ] [ 130 ]             |
| 베네치아 국제 영화제                                                     | 2019년 9월 7일   | Graffetta d'Oro                              | 조커 | 수상       | [ 129 ] [ 130 ]             |
| 베네치아 국제 영화제                                                     | 2019년 9월 7일   | Premio Soundtrack Stars Award                | 힐뒤르 그뷔드나도티르 | 수상       | [ 129 ] [ 130 ]             |
| 베네치아 국제 영화제                                                     | 2020년 9월 5일   | Kinéo International Award Best Picture       | 조커 | 수상       | [ 131 ]                     |
| 시각 효과 협회                                                           | 2020년 1월 29일  | 최우수 시각 효과상 (포토리얼 장편 영화 부문) | 에드윈 리베라, 브라이스 파커, 매튜 지암파, 브라이언 고드윈, 제프 브린크 | 후보       | [ 132 ] [ 133 ]             |
| 워싱턴 D.C. 영화 비평가 협회                                             | 2019년 12월 8일  | 남우주연상                                   | 호아킨 피닉스 | 후보       | [ 134 ] [ 135 ]             |
| 워싱턴 D.C. 영화 비평가 협회                                             | 2019년 12월 8일  | 각색상                                       | 토드 필립스, 스콧 실버 | 후보       | [ 134 ] [ 135 ]             |
| 워싱턴 D.C. 영화 비평가 협회                                             | 2019년 12월 8일  | 음악상                                       | 힐뒤르 그뷔드나도티르 | 후보       | [ 134 ] [ 135 ]             |
| 미국 여성 영화 비평가 협회                                               | 2019년 12월 9일  | 남우주연상                                   | 호아킨 피닉스 | 준우승     | [ 136 ]                     |
| 미국 여성 영화 비평가 협회                                               | 2019년 12월 9일  | 올해 최악의 엄마상                           | 프랜시스 콘로이 | 수상       | [ 136 ]                     |
| 월드 사운드트랙 어워즈                                                   | 2020년 10월 24일 | 올해의 영화 음악 작곡가                      | 힐뒤르 그뷔드나도티르 | 수상       | [ 137 ]                     |
| 미국 작가 조합상                                                         | 2020년 2월 1일   | 각색상                                       | 토드 필립스, 스콧 실버 | 후보       | [ 138 ]                     |